# Verbrechen nach Schulschluß (1975)
Verbrechen nach Schulschluß ist ein in drei Episoden gestalteter, deutscher Kriminal- und Jugendfilm mit Softsexfilmelementen aus dem Jahre 1975. Regie führte Alfred Vohrer.
Der Film steht inhaltlich in keinem Zusammenhang mit Vohrers gleichnamigen Film von 1959.

## Handlung

### Episode 1
Die 18-jährige Sabine himmelt ihren Kunstlehrer Melzer an, der jedoch ihre Gefühle nicht erwidert. Dafür stehen diverse Mitschüler auf Sabine, haben aber keine Chance bei ihr, da sie keinen unreifen Milchbubi will. So zurückgewiesen, tun die drei sich zusammen und sinnen nach Rache. Sabine wird von diesen Schülern unter einem Vorwand in eine Villa gelockt und mit K.-o.-Tropfen außer Gefecht gesetzt. Dann entkleiden die Jungs die blonde Schönheit und wollen gerade Nacktfotos von ihr schießen, als es an der Tür klingelt. Als sie öffnen, steht Lehrer Melzer vor ihnen. Die kriminellen Jungs überwältigen auch ihn, um ihn gemeinsam mit Sabine beim „inszenierten Sex“ fotografieren zu können. Als einer der Jungs angesichts der wohlproportionierten Formen der nackten Sabine nicht mehr an sich halten kann, kommt die Schülerin ums Leben. 

### Episode 2
Der Schüler Uli trennt sich ziemlich unfein von seiner Freundin, der gleichaltrigen Betty, da ihn seine um einiges ältere Tante sehr viel mehr interessiert. Beide beginnen ein Verhältnis. Ulis Onkel, Bankdirektor Gregor, bekommt davon nichts mit, ist er doch derzeit intensiv mit seinen miserabel laufenden Finanzgeschäften beschäftigt. Als er eines Tages seiner Frau gesteht, dass er sich gründlich verspekuliert hat und nicht nur pleite ist, sondern auch bankeigenes Geld veruntreut hat, stiftet er seinen Neffen an, die Entführung seiner Frau, also der Geliebten Ulis, vorzutäuschen. Uli lässt sich darauf ein, die Lösegeldsumme beträgt 5 Millionen DM. Betty sieht, dass ihr Ex Uli in das Verbrechen verwickelt ist und wird daraufhin, als unliebsame Zeugin, ebenfalls aus dem Verkehr gezogen. Uli ahnt nicht, dass die Entführung seiner Tante nur als Vorwand für einen geplanten Mord aus Eifersucht dienen soll.

### Episode 3
Eine Rockergang rund um Passau macht die bayerische Provinz unsicher. Bauern werden drangsaliert, Getränkekioske demoliert und eine katholische Prozession kurzerhand per Motorrad aufgemischt. Ein Motorradfahrer in knallrotem Outfit legt sich bald mit der Gang an, prügelt einen Rocker nach dem anderen mit einer Kette vom Bike und kettet die Rocker an ihre Räder, zur sofortigen Abholung durch die Polizei bereit. Der große Unbekannte, Franz, sucht schließlich den Showdown mit den verbliebenen Rockern. In einer Rückblende werden die Motive für sein Verhalten als „einsamer Rächer“ erklärt. Es dreht sich um Inzest, Vergewaltigung und Selbstmord.
Am Schluss von allen drei Episoden erfolgt das jeweilige Gerichtsurteil für die begangene Missetat.

## Produktionsnotizen
Der Film entstand nach Kurzgeschichten von Herbert Reinecker.
Gedreht wurde an 26 Tagen zwischen dem 13. Dezember 1974 und dem 12. Februar 1975 in Budapest und Umgebung. Die Uraufführung war am 23. Mai 1975.
Vohrers Kameramann Charly Steinberger, der unmittelbar vor Drehbeginn im Herbst 1974 seine (erste und einzige) eigene Inszenierung Monika und die Sechzehnjährigen fertiggestellt hatte, brachte seine beiden Teenager-Hauptdarsteller Maria Zürer und Oliver Collignon mit zu dieser Produktion. Regisseur Vohrer gab Collignon eine Hauptrolle in Episode 1 und Zürer eine in Episode 2. Nach diesem Film verschwanden die beiden Jungmimen wieder aus dem Blickfeld der Öffentlichkeit. Auch die Ungarin Terry Torday, die in Monika und die Sechzehnjährigen wie so oft eine verführerische Upper-Class-Dame mittleren Alters verkörperte, wurde in Verbrechen nach Schulschluß besetzt. Der junge Malte Thorsten wiederum spielte bereits zu Beginn der 70er Jahre in zwei Simmel-Verfilmungen Vohrers mit.
Die Softsexelemente sind äußerst sparsam verteilt; nackt treten lediglich Evelyne Kraft und Terry Torday auf.

## Kritik
Das Lexikon des Internationalen Films schrieb: „Thematisch und modisch schick zugerichtet, aber bedeutungslos.“